# Cedric Sloane
Cedric Hay Sloane (* 19. Oktober 1915 in Armadale; † 6. Februar 1992 in Greta West) war ein australischer Skilangläufer.

## Werdegang
Sloane besuchte von 1928 bis 1934 das Geelong College, bevor er ans Ormond College wechselte und später an der Universität Melbourne studierte. Am 22. Mai 1941 schrieb er sich bei der Royal Australian Air Force ein.
Nachdem er bereits früh mit dem Sport in Kontakt kam und im Fußball und Leichtathletik auf regionaler Ebene aktiv gewesen war, begann er mit dem Eintritt ins Militär mit dem Training im Skilanglauf. Auch nach seiner Versetzung nach Kanada setzte er das Training fort. Während seine Einheit über Nordirland, Gibraltar und Ägypten nach Indien versetzt wurde, kam Sloane mit Verdacht auf Malaria ins Allahabad British Military Hospital. Später wurde seine Erkrankung als Gelbfieber diagnostiziert. Nach seiner Genesung wurde er zurück nach England versetzt und war dort bei mehreren Einsätzen zur U-Boot-Abwehr sowie Patrouillenflügen im Einsatz. Am 19. Dezember 1945 wurde er aus der Royal Air Force entlassen.
Bei den Olympischen Winterspielen 1952 in Oslo gehörte Sloane zur ersten australischen Winter-Olympiamannschaft und war damit gemeinsam mit Bruce Haslingden einer der ersten australischen Skilangläufer bei Olympischen Spielen.
Im Einzelrennen über 18 km lief Sloane hinter seinem Mannschaftskameraden als 75. ins Ziel. Über 50 km schied er noch vor Rennende aus. 